# Riserva naturale provinciale Monte Casoli di Bomarzo
La riserva naturale provinciale Monte Casoli di Bomarzo è un'area naturale protetta situata nel comune di Bomarzo, in provincia di Viterbo. La riserva è stata istituita nel 1999.

## Punti di interesse
Nella riserva è possibile trovare tracce dell'antica presenza degli Etruschi e delle vie di comunicazione che collegavano Tarquinia alla valle del Tevere; da un punto di vista naturalistico si possono ammirare le formazioni tufacee del Monte Casoli e inoltrarsi nell'antico Bosco Sacro degli Orsini, oggi Parco dei Mostri, sorta di "giardino delle delizie" del Cinquecento.